# Croton schultzii
Espèce
Croton schultzii est une espèce de plantes à fleurs du genre Croton et de la famille des Euphorbiaceae, présente en Australie du nord de l'Australie-Occidentale jusqu'au nord du Territoire du Nord.